# روشنایی وسایل موتوری

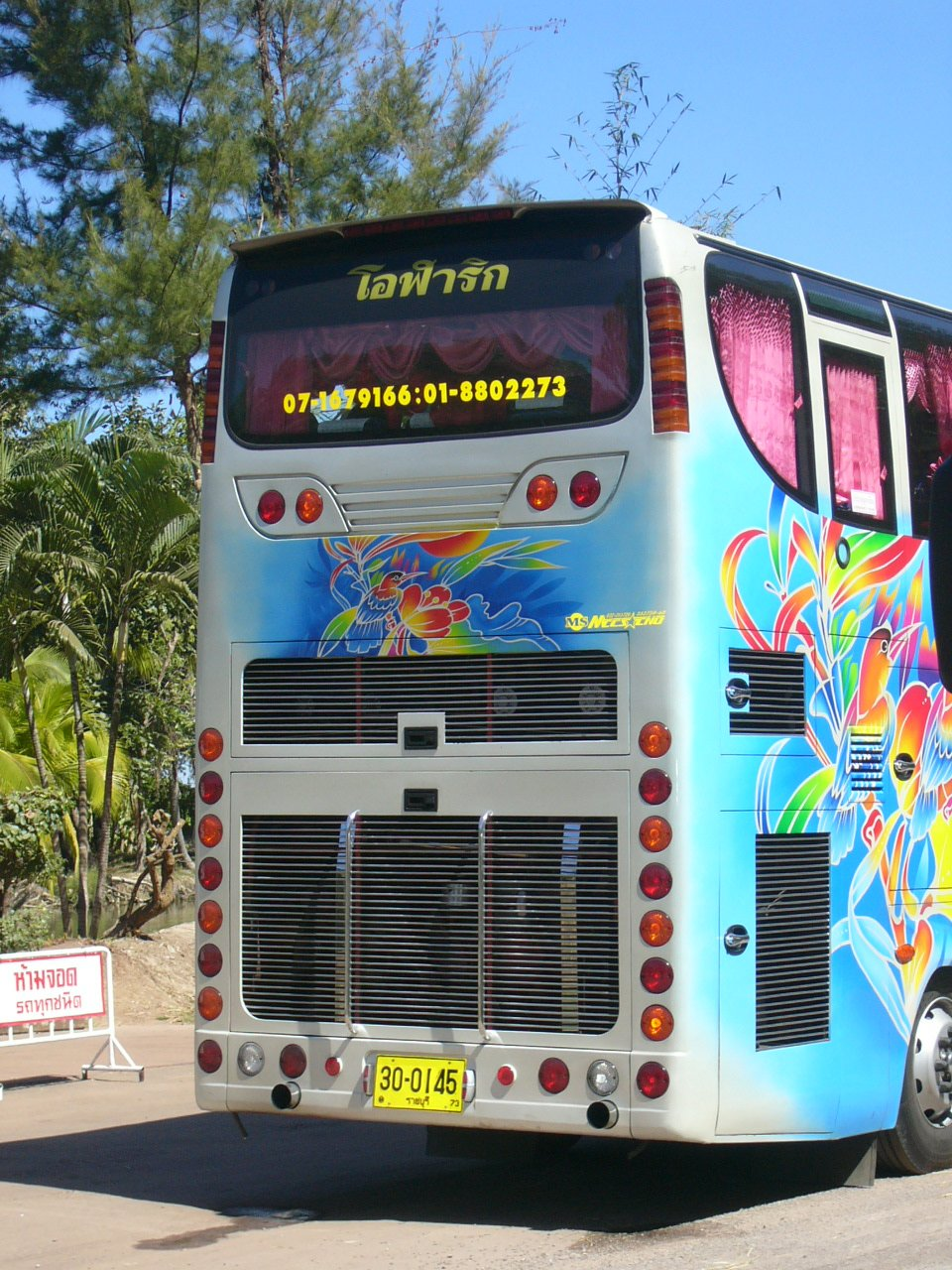

سامانه روشنایی وسایل نقلیه موتوری (به انگلیسی: lighting system of a motor vehicle) که شامل چراغ جلو، فلاشرهایی که در بخش جلو، عقب و کنار خودرو و در برخی موارد روی سقف خودرو قرار دارد می‌باشد.
هدف از این سامانه روشن کردن مسیر برای راننده، مشخص بودن خود خودرو و ارائه اطلاعاتی دربارهٔ اندازه، موقعیت قرارگیری خودرو و سرعت حرکت خودرو می‌باشد.
رنگ نور چراغ‌های خودرو نیز استاندارد شده هستند این استانداردها برای نخستین بار در سال ۱۹۴۹ تحت عنوان «کنوانسیون وین» مشخص گردید. سپس در سال ۱۹۶۸ این استانداردها تحت عنوان کنوانسیون ملل متحد به شکل کنونی تغییر یافت. به‌عنوان نمونه چراغ جلو باید به رنگ سفید یا زرد باشد و چراغ‌های راهنما به رنگ نارنجی درآمد و دیگر رنگ‌ها بجز برای خودروهای اوژانس ممنوع شد.

## چراغ جلو
سامانه روشنایی جلوی خودرو که به صورت نور بالا و نور پایین قابل استفاده می‌باشد. سامانه روشنایی جلوی خودرو امکان دارد همراه با مه‌شکن و چراغ بغل باشد.

## نور پایین
دراین حالت با استفاده از پخش نور بر روی سطح مسیر دید کافی برای راننده ایجاد می‌شود بدون این که باعث خیرگی راننده مقابل شود.

## نور بالا
این حالت برای مواقعی طراحی شده‌است که خودروی دیگری در جاده وجود ندارد. در نور بالا مقدار روشنایی کنترل شده نمی‌باشد. در قوانین بین‌المللی استفاده از نور بالا با مشخصات استاندارد آمریکای شمالی مجاز است.

## مه‌شکن
چراغ مه‌شکن باریکه‌ای از نور به سطح مسیر می‌تاباند که در کل به سمت پایین تنظیم می‌گردد. این چراغ‌ها معمولاً به رنگ سفید یا زرد تولید می‌شوند و برای استفاده در سرعت‌های پایین طراحی گردیده‌اند. دلیل اصلی طراحی این گونه چراغ‌ها جبران دید کم راننده در شرایط آب و هوایی بارانی یا برفی یا هوای مه آلود می‌باشد.

## چراغ کنار

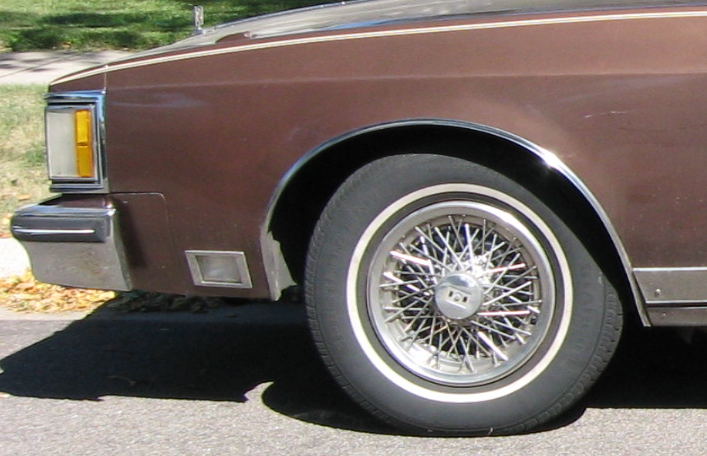

در برخی از مدل‌ها برای روشنایی بیشتر در مواقع پیچیدن یا تغییر جهت خودرو از چراغ کنار استفاده می‌شود. این چراغ‌ها به چراغ راهنما نیز متصل بوده و ممکن است به چراغ دنده عقب نیز متصل باشد. چراغ کنار در مدل‌هایی از ساب و همچنین کوروت استفاده شده‌است.

## چراغ گردان
خودروهای پلیس، اورژانس و امداد و آتش‌نشانی از این نوع چراغ استفاده می‌شود؛ که در انواع چراغ‌های گردان و نوع جدید آن که مجهز به سامانه چشمک‌زن led هست استفاده می‌شود.
این چراغ‌ها در رنگ‌های آبی قرمز زرد موجود است که هر رنگ تعریف کارکرد خودروها را معرفی می‌کند.
تولیدکننده بزرگ و عمده این نوع چراغ گردانها شرکت پیام نور خودرو در ایران و شرکت فدرال سیگنال در آمریکا می‌باشد.
این نوع چراغ گردانها می‌تواند به همراه آژیر و آمپلی‌فایر جهت تولید صدا هشدار هم مجهز باشد.

## چراغ راهنما

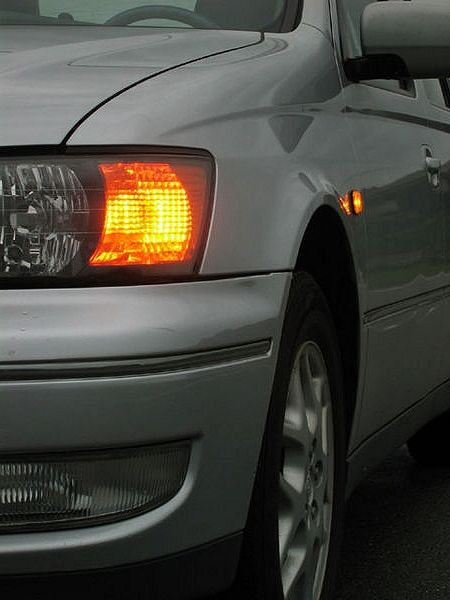

چراغ راهنما یا در اصطلاح عمومی چراغ چشمک زن یا فلاشر به چراغ‌هایی گفته می‌شود که در گوشه چپ و راست جلو و عقب خودرو نصب گردیده و در مواقع تغییر جهت استفاده می‌شود. در برخی از مدل‌ها این چراغ‌ها در کنار خودرو نیز نصب می‌شوند که در هنگام تغییر لاین کاربرد دارد.
چراغ راهنمای الکتریکی در سال ۱۹۰۷ ابداع گردید و نوع جدیدتر آن در سال ۱۹۳۸ ساخته شد و توسط بیشتر خودروسازان مورد استفاده قرار گرفت. به‌کارگیری چراغ راهنمای الکتریکی برای همه خودروسازان اجباری می‌باشد و گونه دستی آن هنوز بر روی دوچرخه‌ها نصب می‌گردد.
کاربرد چراغ راهنمای کناری یا ریپیتر که در بالا به آن اشاره شد نیز در بسیاری از کشورها اجباری می‌باشد و "مرسدس بنز R170" از نخستین نمونه خودروهایی است که از چراغ راهنمای کناری استفاده کرده‌است.